# Sviatlana Vakula
Sviatlana Vakula –en bielorruso, Святлана Вакула; en ruso, Светлана Вакула, Svetlana Vakula– (Masty, URSS, 5 de septiembre de 1977) es una deportista bielorrusa que compitió en piragüismo en la modalidad de aguas tranquilas.
Ganó una medalla de plata en el Campeonato Europeo de Piragüismo de 2001, en la prueba de K4 1000 m. Participó en los Juegos Olímpicos de Sídney 2000, ocupando el sexto lugar en la prueba de K4 500 m.

## Palmarés internacional
| Campeonato Europeo | Campeonato Europeo | Campeonato Europeo | Campeonato Europeo |
| Año                | Lugar              | Medalla            | Competición        |
| ------------------ | ------------------ | ------------------ | ------------------ |
| 2001               | Milán (Italia)     | Medalla de plata   | K4 1000 m          |